# Élections législatives de 2014 en Illinois
En 2014, les élections à la Chambre des représentants des États-Unis ont lieu le 4 novembre. 435 sièges doivent être renouvelés. Le mandat des représentants étant de deux ans, ceux qui sont élus lors de cette élection siègeront dans le 114e Congrès du 3 janvier 2015 au 3 janvier 2017. Dans l'Illinois dix-huit parlementaires doivent être élus.

## Prédictions et sondages
| Sièges acquis aux démocrates (8 sièges) | Sièges favorables aux démocrates (3 sièges)               | Sièges indécis (2 sièges)               | Siège favorable aux républicains (0 siège) | Sièges acquis aux républicains (5 sièges)                                                         |
| --- | --------------------------------------------------------- | --------------------------------------- | ------------------------------------------ | ------------------------------------------------------------------------------------------------- |
| |                                                           |                                         |                                            |                                                                                                   |
| Bobby Rush - 1er Robin Kelly - 2e Dan Lipinski - 3e Luis Gutiérrez - 4e Michael Quigley - 5e Danny Davis - 7e Jan Schakowsky - 9e Bill Foster - 11e | Tammy Duckworth - 8e Bill Enyart - 12e Cheri Bustos - 17e | Brad Schneider - 10e Rodney Davis - 13e |                                            | Peter Roskam - 6e Randy Hultgren - 14e John Shimkus - 15e Adam Kinzinger - 16e Aaron Schock - 18e |

Fourchette de sièges :
- Démocrates : de 11 à 13 sièges contre 12 actuellement.
- Républicains : de 5 à 7 sièges contre 6 actuellement.

Le siège de Rodney Davis est dans le viseur du Parti démocrate[Quand ?], il est considéré comme l'un des plus vulnérables.

## Élus
| District | Représentant sortant |  | Parti | Représentant élu ou réélu |  | Parti |
| -------- | -------------------- |  | ----- | ------------------------- |  | ----- |
| 1re      | Bobby Rush           |  | DEM   | Bobby Rush                |  | DEM   |
| 2e       | Robin Kelly          |  | DEM   | Robin Kelly               |  | DEM   |
| 3e       | Dan Lipinski         |  | DEM   | Dan Lipinski              |  | DEM   |
| 4e       | Luis Gutiérrez       |  | DEM   | Luis Gutiérrez            |  | DEM   |
| 5e       | Michael Quigley      |  | DEM   | Micheal Quigley           |  | DEM   |
| 6e       | Peter Roskam         |  | REP   | Peter Roskam              |  | REP   |
| 7e       | Danny Davis          |  | DEM   | Danny Davis               |  | DEM   |
| 8e       | Tammy Duckworth      |  | DEM   | Tammy Duckworth           |  | DEM   |
| 9e       | Jan Schakowsky       |  | DEM   | An Schakowsky             |  | DEM   |
| 10e      | Brad Schneider       |  | DEM   | Robert Dold               |  | REP   |
| 11e      | Bill Foster          |  | DEM   | Bill Foster               |  | DEM   |
| 12e      | Bill Enyart          |  | DEM   | Mike Bost                 |  | REP   |
| 13e      | Rodney Davis         |  | REP   | Rodney Davis              |  | REP   |
| 14e      | Randy Hultgren       |  | REP   | Randy Hultgren            |  | REP   |
| 15e      | John Shimkus         |  | REP   | John Shimkus              |  | REP   |
| 16e      | Adam Kinzinger       |  | REP   | Adam Kinzinger            |  | REP   |
| 17e      | Cheri Bustos         |  | DEM   | Cheri Bustos              |  | DEM   |
| 18e      | Aaron Schock         |  | REP   | Aaron Schock              |  | REP   |

## Résultats

### Résultats à l'échelle de l’État
| Partis | Partis            | Voix | % | Évolution | Sièges | Évolution | % |
| ------ | ----------------- | ---- | - | --------- | ------ | --------- | - |
|        | Parti démocrate   |      |   |           |        |           |   |
|        | Parti républicain |      |   |           |        |           |   |

### Résultats par district

#### Premier district
| Partis | Partis            | Candidats | Voix | % |
| ------ | ----------------- | --------- | ---- | - |
|        | Parti démocrate   |           |      |   |
|        | Parti républicain |           |      |   |

#### Deuxième district
| Partis | Partis            | Candidats | Voix | % |
| ------ | ----------------- | --------- | ---- | - |
|        | Parti démocrate   |           |      |   |
|        | Parti républicain |           |      |   |

#### Troisième district
| Partis | Partis            | Candidats | Voix | % |
| ------ | ----------------- | --------- | ---- | - |
|        | Parti démocrate   |           |      |   |
|        | Parti républicain |           |      |   |

#### Quatrième district
| Partis | Partis            | Candidats | Voix | % |
| ------ | ----------------- | --------- | ---- | - |
|        | Parti démocrate   |           |      |   |
|        | Parti républicain |           |      |   |

#### Cinquième district
| Partis | Partis            | Candidats | Voix | % |
| ------ | ----------------- | --------- | ---- | - |
|        | Parti démocrate   |           |      |   |
|        | Parti républicain |           |      |   |

#### Sixième district
| Partis | Partis            | Candidats | Voix | % |
| ------ | ----------------- | --------- | ---- | - |
|        | Parti républicain |           |      |   |
|        | Parti démocrate   |           |      |   |

#### Septième district
| Partis | Partis            | Candidats | Voix | % |
| ------ | ----------------- | --------- | ---- | - |
|        | Parti démocrate   |           |      |   |
|        | Parti républicain |           |      |   |

#### Huitième district
| Partis | Partis            | Candidats | Voix | % |
| ------ | ----------------- | --------- | ---- | - |
|        | Parti démocrate   |           |      |   |
|        | Parti républicain |           |      |   |

#### Neuvième district
| Partis | Partis            | Candidats | Voix | % |
| ------ | ----------------- | --------- | ---- | - |
|        | Parti démocrate   |           |      |   |
|        | Parti républicain |           |      |   |

#### Dixième district
| Partis | Partis            | Candidats | Voix | % |
| ------ | ----------------- | --------- | ---- | - |
|        | Parti démocrate   |           |      |   |
|        | Parti républicain |           |      |   |

#### Onzième district
| Partis | Partis            | Candidats | Voix | % |
| ------ | ----------------- | --------- | ---- | - |
|        | Parti démocrate   |           |      |   |
|        | Parti républicain |           |      |   |

#### Douzième district
| Partis | Partis            | Candidats | Voix | % |
| ------ | ----------------- | --------- | ---- | - |
|        | Parti démocrate   |           |      |   |
|        | Parti républicain |           |      |   |

#### Treizième district
| Partis | Partis            | Candidats | Voix | % |
| ------ | ----------------- | --------- | ---- | - |
|        | Parti républicain |           |      |   |
|        | Parti démocrate   |           |      |   |

#### Quatorzième district
| Partis | Partis            | Candidats | Voix | % |
| ------ | ----------------- | --------- | ---- | - |
|        | Parti républicain |           |      |   |
|        | Parti démocrate   |           |      |   |

#### Quinzième district
| Partis | Partis            | Candidats | Voix | % |
| ------ | ----------------- | --------- | ---- | - |
|        | Parti républicain |           |      |   |
|        | Parti démocrate   |           |      |   |

#### Seizième district
| Partis | Partis            | Candidats | Voix | % |
| ------ | ----------------- | --------- | ---- | - |
|        | Parti républicain |           |      |   |
|        | Parti démocrate   |           |      |   |

#### Dix-septième district
| Partis | Partis            | Candidats | Voix | % |
| ------ | ----------------- | --------- | ---- | - |
|        | Parti démocrate   |           |      |   |
|        | Parti républicain |           |      |   |

#### Dix-huitième district
| Partis | Partis            | Candidats | Voix | % |
| ------ | ----------------- | --------- | ---- | - |
|        | Parti républicain |           |      |   |
|        | Parti démocrate   |           |      |   |